# حزب الوسط (إسبانيا)
حزب الوسط أو حزب الوسط الليبرالي (بالإسبانية: Partido Moderado)‏ كان واحدًا من حزبين سياسيين إسبانيين، كلاهما كان ليبراليًا إلا أنه يمثل الرؤية الاعتدالية، مدافعًا عن عن سلالة إيزابيل الثانية في مواجهتها مع الكارليين، والذين نافسوا على السلطة أثناء فترة حكمها في الفترة من 1833 إلى 1868. اتحد مع الاتحاد الليبرالي لتشكيل الحزب الليبرالي المحافظ.